# Brachythele
Genre
Synonymes
- Nemesiothele Dalmas, 1920

Brachythele est un genre d'araignées mygalomorphes de la famille des Nemesiidae.

## Distribution
Les espèces de ce genre se rencontrent en Europe du Sud et en Turquie.

## Liste des espèces
Selon World Spider Catalog (version 26, 05/07/2025) :
- Brachythele bentzieni Zonstein, 2007
- Brachythele denieri (Simon, 1916)
- Brachythele icterica (C. L. Koch, 1838)
- Brachythele incerta Ausserer, 1871
- Brachythele kosovarica Geci & Sherwood, 2025
- Brachythele langourovi Lazarov, 2005
- Brachythele media Kulczyński, 1897
- Brachythele rhodopensis Dimitrov & Zonstein, 2022
- Brachythele speculatrix Kulczyński, 1897
- Brachythele varrialei (Dalmas, 1920)
- Brachythele zonsteini Özkütük, Yağmur, Elverici, Gücel, Altunsoy & Kunt, 2022

## Systématique et taxinomie
Ce genre a été décrit par Ausserer en 1871 dans les Theraphosidae. Il est placé dans les Nemesiidae par Raven en 1985.
Nemesiothele a été placé en synonymie par Raven en 1985.

## Publication originale
- Ausserer, 1871 : « Beiträge zur Kenntniss der Arachniden-Familie der Territelariae Thorell (Mygalidae Autor). » Verhandlungen der Kaiserlich-Königlichen Zoologisch-Botanischen Gesellschaft in Wien, vol. 21, p. 117-224 (texte intégral).